# Luigi Ganna
Luigi Ganna (1883. december 1. – 1957. október 2.) olasz profi kerékpáros. Az első, 1909-es Giro d’Italia győztese.

## Győzelmei
- Coppa Val d’Olona: 1906
- Corsa delle Tre Capitali: 1 szakasz, 1911
- Giro dell’Emilia: 1910
- Giro d’Italia: 6 szakasz, 1909
- Giro di Sicilia: 2 szakasz, 1907
- Gran Fondo: 1912
- Milánó–Modena: 1910
- Milánó–Piano dei Giovi–Milánó: 1906
- Milánó–Sanremo: 1909
- Milánó–Torinó: 1907
- Sanremo–Ventimiglia–Sanremo: 1907
- Torinó–Milánó: 1907

## Külső hivatkozások
- Profilja dewielersite.net
- Profilja museociclismo.it